# Thierry Lamouche
Pour les articles homonymes, voir Lamouche.
Thierry Lamouche est un illustrateur et graphiste français, né le 12 juillet 1955 à Paris. Il vit en Seine-et-Marne.

## Biographie
Thierry Lamouche est diplômé de l’Union centrale des arts décoratifs de Paris. Sa passion pour la musique l’a amené à illustrer, entre autres, des pochettes de disques de Gilbert Laffaille, les couvertures des partitions des chansons de Renaud et l’affiche du festival Mars en chansons de Charleroi (Belgique).
Il est l'illustrateur d’un livre-cédérom Autour de la guitare, écrit avec Michel Haumont.
En juillet 2004, son projet de timbre d'usage courant au type Marianne est choisi pour remplacer en janvier 2005 la Marianne du 14 juillet. Ce timbre est connu dans les publications philatéliques sous le nom de Marianne des Français.